# Feuerwehr-Ehrenzeichen (Waldeck)
Das Feuerwehr-Ehrenzeichen wurde am 20. Januar 1913 von Fürst Friedrich von Waldeck-Pyrmont gestiftet und konnte an Personen verliehen werden, die sich mindestens 25 Jahre treue Dienste in einer Freiwilligen Feuerwehr oder hervorragende andere Verdienste um das Feuerlöschwesen des Landes oder einer Gemeinde erworben haben.
Die silberne Medaille zeigt die von der Fürstenkrone überragte Initiale F (Friedrich) mit der umlaufenden Inschrift GOTT ZUR EHR * DEM NÄCHSTEN ZUR WEHR. Rückseitig mit den Stielen gekreuzt, eine Spitzhacke und ein Feuerwehrbeil, auf die ein Feuerwehrhelm aufgelegt ist. Umlaufend FÜR VERDIENSTE UM DAS FEUERLÖSCHWESEN 1913.
Getragen wurde die Auszeichnung an einem schwarzen Band mit roten und gelben Randstreifen auf der linken Brust.